# Trjapitzinellus lambeiensis
Trjapitzinellus lambeiensis är en stekelart som beskrevs av Svetlana N. Myartseva 1980. Trjapitzinellus lambeiensis ingår i släktet Trjapitzinellus och familjen sköldlussteklar.
Artens utbredningsområde är Turkmenistan. Inga underarter finns listade i Catalogue of Life.